# アスマラ大学
アスマラ大学（University of Asmara、略称:UoA）は、エリトリアの首都アスマラに位置する国立大学である。歴史は1958年創設のサンタ・ファミリア・カトリック学院(The Catholic College of Santa Famiglia)にまで遡り、2004年には大学院が設置されたが同年解体された。学部生は約5500人いた。解体後は既存のものも含め7つの単科大学に改編された。

## 学部
- 法学部
- 医学部
- 経済学部
- 理学部
- 教育学部

## 大学院
- 農学研究科
  - 植物科学専攻
  - 畜産学専攻
  - 資源環境学専攻

- 商務経済学研究科
  - 経済学専攻

- 科学研究科
  - 化学専攻

## 解体後の単科大学
- エリトリア科学技術大学（エリトリア工科大学）
- ハメルマド農業大学（ハメルマロ農業大学）
- 保健科学大学
- オロッタ医科大学
- 海洋科学大学
- 経営経済大学（経済商業大学）
- 人文社会科学大学（人文社会大学）